# Filtre de Wiener
Pour les articles homonymes, voir filtre.

Diagramme du filtre de Wiener pour des séries discrètes.

Le filtre de Wiener est un filtre utilisé pour estimer la valeur désirée d'un signal bruité. Le filtre de Wiener minimise l'erreur quadratique moyenne entre le processus aléatoire estimé et le processus souhaité.

## Histoire
Norbert Wiener a d'abord proposé le filtre dans les années 1940, puis publié en 1949.  Vers la même époque Andreï Kolmogorov travaillait sur des filtres similaires.

## Applications
Le filtre de Wiener a une variété d'applications de traitement du signal, traitement d'image, des systèmes de contrôle et de la communication numérique.
- Identification de système
- Déconvolution
- Déconvolution de Wiener
- Réduction de bruit
- Théorie de la détection